# Afrolidia sinuata
Afrolidia sinuata är en insektsart som beskrevs av Nielson 1992. Afrolidia sinuata ingår i släktet Afrolidia och familjen dvärgstritar. Inga underarter finns listade i Catalogue of Life.